# Presidente de la Asamblea Legislativa de Costa Rica
El Presidente de la Asamblea Legislativa de Costa Rica es la máxima autoridad dentro del Plenario Legislativo y quien preside el Directorio (Mesa o Junta Directiva) del parlamento y concede el uso de la palabra. Es el mandatario de uno de los tres poderes de la República (siendo los otros dos el del Ejecutivo y el de la Corte Suprema), rango similar que también posee el Presidente del Tribunal Supremo de Elecciones. En caso de que el presidente de la República y sus dos Vicepresidentes no puedan ejercer, le corresponde hacerlo a este funcionario. 
Se le elige por los diputados del Plenario Legislativo el 1 de mayo de cada año, que es cuando inicia cada legislatura, con posibilidad de reelección indefinida, aunque lo usual es que dure en el cargo un año. Entre sus funciones están:
- Presidir el plenario, conceder el orden de la palabra, dirigir las votaciones y llamar al orden al diputado que se exceda en el orden de la palabra.
- Integrar a su criterio las comisiones parlamentarias de acuerdo con las sugerencias que le remitan los jefes de fracción.
- Conceder permisos de ausencias a los diputados, desalojar las barras de público en caso de considerarlo necesario, declarar votaciones públicas o secretas.
- Nombrar a los secretarios ad hoc en caso de ausencia de los propietarios y firmar junto a los secretarios las leyes aprobadas.

## Lista
Los presidentes del Poder Legislativo de Costa Rica han sido:
| Presidente                                       | Presidente | Presidente                          | Periodo                          | Partido                     |
| ------------------------------------------------ | ---------- | ----------------------------------- | -------------------------------- | --------------------------- |
| Estado de la República Federal de Centro América |            |                                     |                                  |                             |
|                                                  |            | Manuel Aguilar Chacón               | 1824 noviembre - 1825 enero      |                             |
|                                                  |            | Agustín Gutiérrez y Lizaurzábal     | 1824 septiembre - noviembre      |                             |
|                                                  |            | Cecilio Umaña Fallas                | 1825 abril - mayo                |                             |
|                                                  |            | Manuel Alvarado Hidalgo             | Enero - febrero de 1825          |                             |
|                                                  |            | Manuel Alvarado Alvarado            | Febrero - abril de 1825          |                             |
|                                                  |            | Pedro Zeledón Mora                  | 1825 junio - noviembre           |                             |
|                                                  |            | Félix Romero Castro                 | 1825 noviembre – diciembre       |                             |
|                                                  |            | José María Arias Zamora             | 1826 enero – febrero             |                             |
|                                                  |            | Joaquín Rivas Ramírez               | 1826 marzo - mayo                |                             |
|                                                  |            | Francisco Javier Alfaro Zamora      | 1826 mayo - agosto               |                             |
|                                                  |            | José Antonio Castro Ramírez         | 1827 mayo – junio                |                             |
|                                                  |            | Braulio Carrillo Colina             | 1828 marzo                       |                             |
|                                                  |            | José Joaquín Flores Pérez           | 1828 septiembre                  |                             |
|                                                  |            | Manuel María Peralta del Corral     | 1829 noviembre - 1830 febrero    |                             |
|                                                  |            | Luciano Alfaro Arias                | 1830 mayo - junio                |                             |
|                                                  |            | José María Esquivel Azofeifa        | 1830 mayo - junio                |                             |
|                                                  |            | Rafael Francisco Osejo              | 1831 enero – abril               |                             |
|                                                  |            | José Gabriel Campo Guerrero         | 1831 julio - agosto              |                             |
|                                                  |            | José Nereo Fonseca González         | 1831 mayo - junio                |                             |
|                                                  |            | José Francisco Peralta del Corral   | 1832 septiembre – diciembre      |                             |
|                                                  |            | José Andrés Rivera                  | 1834 marzo – abril               |                             |
|                                                  |            | Manuel Antonio Bonilla Nava         | 1836 agosto - diciembre          |                             |
|                                                  |            | Francisco Javier Sáenz Ulloa        | 1836 enero - febrero             |                             |
|                                                  |            | Miguel Alfaro Saborío               | 1837 enero – febrero             |                             |
|                                                  |            | José Julián Blanco Zamora           | 1837 marzo – abril               |                             |
|                                                  |            | Francisco María Oreamuno Bonilla    | 1837 marzo – abril               |                             |
|                                                  |            | Félix Sancho Alvarado               | 1837 septiembre - 1838 mayo      |                             |
| Estado Libre de Costa Rica                       |            |                                     |                                  |                             |
|                                                  |            | Juan Mora Fernández                 | 1843 agosto – diciembre          |                             |
|                                                  |            | Juan de los Santos Madriz Cervantes | 1843 junio - agosto              |                             |
|                                                  |            | Félix Sancho Alvarado               | 1844 enero - mayo                |                             |
|                                                  |            | Rafael Ramírez Hidalgo              | 1844 julio - noviembre           |                             |
|                                                  |            | José María Castro Madriz            | 1845 noviembre 1844 - diciembre  |                             |
|                                                  |            | Juan Rafael Reyes Frutos            | 1846 diciembre - 1846 febrero    |                             |
|                                                  |            | Manuel José Carazo Bonilla          | 1846 marzo – junio               |                             |
|                                                  |            | Nazario Toledo                      | 1846 septiembre – 1847 mayo      |                             |
|                                                  |            | José María Alfaro Zamora            | 1847 mayo - septiembre           |                             |
| Primera República de Costa Rica                  |            |                                     |                                  |                             |
|                                                  |            | Juan Rafael Mora Porras             | 1847 noviembre - 1848 junio      |                             |
|                                                  |            | Manuel José Carazo Bonilla          | 1848 septiembre - 1849 diciembre |                             |
|                                                  |            | Francisco María Oreamuno Bonilla    | 1850 enero - 1856 mayo           |                             |
|                                                  |            | Rafael García-Escalante Nava        | 1857 octubre - 1858 agosto       |                             |
|                                                  |            | José María Castro Madriz            | 1859 octubre - diciembre         |                             |
|                                                  |            | Julián Volio Llorente               | 1860 – 1863                      |                             |
|                                                  |            | Manuel José Carazo Bonilla          | 1860-1861                        |                             |
|                                                  |            | Rafael Ramírez Hidalgo              | 1861-1862                        |                             |
|                                                  |            | Manuel José Carazo Bonilla          | 1862-1863                        |                             |
|                                                  |            | Napoleón Escalante Navas            | 1863 mayo - agosto               |                             |
|                                                  |            | Rafael Ramírez Hidalgo              | 1863 mayo - agosto               |                             |
|                                                  |            | Joaquín Bernardo Calvo Rosales      | 1864 – 1867                      |                             |
|                                                  |            | Francisco María Iglesias Llorente   | 1864-1865                        |                             |
|                                                  |            | José María Montealegre Fernández    | 1867 – 1868                      |                             |
|                                                  |            | Francisco María Iglesias Llorente   | 1867 – 1868                      |                             |
|                                                  |            | Juan José Ulloa Solares             | 1869 enero – febrero             |                             |
|                                                  |            | Francisco Echeverría Alvarado       | 1869 mayo - 1870 abril           |                             |
|                                                  |            | Manuel Antonio Bonilla Nava         | 1869 - 1876                      |                             |
|                                                  |            | Víctor Guardia Gutiérrez            | 1882 – 1883                      |                             |
|                                                  |            | Juan Manuel Carazo Peralta          | 1883 – 1886                      |                             |
|                                                  |            | Aniceto Esquivel Sáenz              | 1886 – 1889                      |                             |
|                                                  |            | Manuel Aragón Quesada               | 1889 – 1890                      |                             |
|                                                  |            | Francisco María Iglesias Llorente   | 1890-1892                        |                             |
|                                                  |            | Carlos Durán Cartín                 | 1892                             |                             |
|                                                  |            | Pedro María León-Páez y Brown       | 1894 – 1900                      |                             |
|                                                  |            | Francisco María Iglesias Llorente   | 1900 – 1903                      |                             |
|                                                  |            | Ricardo Jiménez Oreamuno            | 1900 – 1903                      |                             |
|                                                  |            | Mauro Fernández Acuña               | 1904 – 1905                      |                             |
|                                                  |            | Federico Tinoco Iglesias            | 1905 – 1908                      |                             |
|                                                  |            | Juan Bautista Quirós Segura         | 1905 – 1908                      |                             |
|                                                  |            | Ricardo Jiménez Oreamuno            | 1909-1910                        |                             |
|                                                  |            | Ezequiel Gutiérrez Iglesias         | 1910 – 1913                      |                             |
|                                                  |            | Máximo Fernández Alvarado           | 1913 – 1914                      |                             |
|                                                  |            | Leonidas Pacheco Cabezas            | 1914 – 1916                      |                             |
|                                                  |            | Máximo Fernández Alvarado           | 1916-1917                        |                             |
|                                                  |            | Daniel Núñez Gutiérrez              | 1917 – 1918                      |                             |
|                                                  |            | Leonidas Pacheco Cabezas            | 1917 abril - junio               | Peliquista                  |
|                                                  |            | José Astúa Aguilar                  | 1917-1918                        | Peliquista                  |
|                                                  |            | Rafael Calderón Muñoz               | 1917-1918                        | Peliquista                  |
|                                                  |            | Francisco Faerron Suárez            | 1918 – 1919                      | Peliquista                  |
|                                                  |            | José Astúa Aguilar                  | 1919                             | Peliquista                  |
|                                                  |            | Arturo Volio Jiménez                | 1920 – 1925                      | Republicano                 |
|                                                  |            | León Cortés Castro                  | 1925-1926                        | Republicano                 |
|                                                  |            | Arturo Volio Jiménez                | 1926-1929                        | Republicano                 |
|                                                  |            | Alejandro Alvarado Quirós           | 1929-1930                        | Republicano                 |
|                                                  |            | Oscar Rohrmoser Carranza            | 1929-1930                        | Republicano                 |
|                                                  |            | Rafael Calderón Muñoz               | 1931-1932                        | Republicano Nacional        |
|                                                  |            | Arturo Volio Jiménez                | 1932-1935                        | Republicano Nacional        |
|                                                  |            | Ricardo Castro Beeche               | 1935-1936                        | Republicano Nacional        |
|                                                  |            | Juan Rafael Arias Bonilla           | 1936-1938                        | Republicano Nacional        |
|                                                  |            | Rafael Ángel Calderón Guardia       | 1938-1940                        | Republicano Nacional        |
|                                                  |            | Otto Cortés Fernández               | 1940-1941                        | Demócrata                   |
|                                                  |            | Teodoro Picado Michalski            | 1941-1944                        | Republicano Nacional        |
|                                                  |            | José Albertazzi Avendaño            | 1944-1945                        | Republicano Nacional        |
|                                                  |            | Rafael Ángel Grillo Ocampo          | 1944-1945                        | Republicano Nacional        |
|                                                  |            | Francisco Fonseca Chamier           | 1946-1948                        | Republicano Nacional        |
| Segunda República de Costa Rica                  |            |                                     |                                  |                             |
| I Período                                        |            |                                     |                                  |                             |
|                                                  |            | Marcial Rodríguez Conejo            | 1949-1952                        | Unión Nacional              |
|                                                  |            | Abelardo Bonilla Baldares           | 1952-1953                        | Unión Nacional              |
| II Período                                       |            |                                     |                                  |                             |
|                                                  |            | Gonzalo Facio Segreda               | 1953-1956                        | Liberación Nacional         |
|                                                  |            | Otto Cortés Fernández               | 1956-1958                        | Liberación Nacional         |
| III Período                                      |            |                                     |                                  |                             |
|                                                  |            | Álvaro Montero Padilla              | 1958-1960                        | Unión Nacional              |
|                                                  |            | Fernando Lara Bustamante            | 1960-1961                        | Unión Nacional              |
|                                                  |            | Mario Leiva Quirós                  | 1961-1962                        | Unión Nacional              |
| IV Período                                       |            |                                     |                                  |                             |
|                                                  |            | Carlos Espinach Escalante           | 1962-1963                        | Liberación Nacional         |
|                                                  |            | Rafael París Steffens               | 1963-1964                        | Liberación Nacional         |
|                                                  |            | Rodolfo Solano Orfila               | 1964-1965                        | Liberación Nacional         |
|                                                  |            | Rafael París Steffens               | 1965-1966                        | Liberación Nacional         |
| V Período                                        |            |                                     |                                  |                             |
|                                                  |            | Rodrigo Carazo Odio                 | 1966-1967                        | Liberación Nacional         |
|                                                  |            | Hernán Garrón Salazar               | 1967-1968                        | Liberación Nacional         |
|                                                  |            | Fernando Volio Jiménez              | 1968-1969                        | Liberación Nacional         |
|                                                  |            | José Luis Molina Quesada            | 1969-1970                        | Liberación Nacional         |
| VI Período                                       |            |                                     |                                  |                             |
|                                                  |            | Daniel Oduber Quirós                | 1970-1973                        | Liberación Nacional         |
|                                                  |            | Luis Alberto Monge Álvarez          | 1973-1974                        | Liberación Nacional         |
| VII Período                                      |            |                                     |                                  |                             |
|                                                  |            | Alfonso Carro Zúñiga                | 1974-1977                        | Liberación Nacional         |
|                                                  |            | Elías Soley Soler                   | 1977-1978                        | Liberación Nacional         |
| VIII Período                                     |            |                                     |                                  |                             |
|                                                  |            | Rodrigo Madrigal Nieto              | 1978-1979                        | Coalición Unidad            |
|                                                  |            | Ramón Aguilar Facio                 | 1979-1980                        | Coalición Unidad            |
|                                                  |            | Rafael Grillo Rivera                | 1980-1981                        | Coalición Unidad            |
|                                                  |            | Cristian Tattenbach Iglesias        | 1981-1982                        | Coalición Unidad            |
| IX Período                                       |            |                                     |                                  |                             |
|                                                  |            | Hernán Garrón Salazar               | 1982-1983                        | Liberación Nacional         |
|                                                  |            | Jorge Luis Villanueva Badilla       | 1983-1984                        | Liberación Nacional         |
|                                                  |            | Bernal Jiménez Monge                | 1984-1985                        | Liberación Nacional         |
|                                                  |            | Guillermo Vargas Sanabria           | 1985-1986                        | Liberación Nacional         |
| X Período                                        |            |                                     |                                  |                             |
|                                                  |            | Rose Marie Karpinsky Dodero         | 1986-1987                        | Liberación Nacional         |
|                                                  |            | Fernando Volio Jiménez              | 1987-1988                        | Liberación Nacional         |
|                                                  |            | José Luis Valenciano Chaves         | 1988-1989                        | Liberación Nacional         |
|                                                  |            | Allen Arias Angulo                  | 1989-1990                        | Liberación Nacional         |
| XI Período                                       |            |                                     |                                  |                             |
|                                                  |            | Juan José Trejos Fonseca            | 1990-1991                        | Unidad Social Cristiana     |
|                                                  |            | Miguel Ángel Rodríguez Echeverría   | 1991-1992                        | Unidad Social Cristiana     |
|                                                  |            | Roberto Tovar Faja                  | 1992-1993                        | Unidad Social Cristiana     |
|                                                  |            | Danilo Chaverri Soto                | 1993-1994                        | Unidad Social Cristiana     |
| XII Período                                      |            |                                     |                                  |                             |
|                                                  |            | Alberto Cañas Escalante             | 1994-1995                        | Liberación Nacional         |
|                                                  |            | Antonio Álvarez Desanti             | 1995-1996                        | Liberación Nacional         |
|                                                  |            | Jorge Walter Coto Molina            | 1996-1997                        | Liberación Nacional         |
|                                                  |            | Saúl Weisleder Weisleder            | 1997-1998                        | Liberación Nacional         |
| XIII Período                                     |            |                                     |                                  |                             |
|                                                  |            | Luis Fishman Zonzinski              | 1998-1999                        | Unidad Social Cristiana     |
|                                                  |            | Carlos Vargas Pagán                 | 1999-2000                        | Unidad Social Cristiana     |
|                                                  |            | Rina Contreras López                | 2000-2001                        | Unidad Social Cristiana     |
|                                                  |            | Ovidio Pacheco Salazar              | 2001-2002                        | Unidad Social Cristiana     |
| XIV Período                                      |            |                                     |                                  |                             |
|                                                  |            | Rolando Laclé Castro                | 2002-2003                        | Unidad Social Cristiana     |
|                                                  |            | Mario Redondo Poveda                | 2003-2004                        | Unidad Social Cristiana     |
|                                                  |            | Gerardo González Esquivel           | 2004-2006                        | Unidad Social Cristiana     |
| XV Período                                       |            |                                     |                                  |                             |
|                                                  |            | Francisco Antonio Pacheco Fernández | 2006-2010                        | Liberación Nacional         |
| XVI Período                                      |            |                                     |                                  |                             |
|                                                  |            | Luis Gerardo Villanueva Monge       | 2010-2011                        | Liberación Nacional         |
|                                                  |            | Juan Carlos Mendoza García          | 2011-2012                        | Acción Ciudadana            |
|                                                  |            | Víctor Emilio Granados Calvo        | 2012-2013                        | Accesibilidad Sin Exclusión |
|                                                  |            | Luis Fernando Mendoza Jiménez       | 2013-2014                        | Liberación Nacional         |
| XVII Período                                     |            |                                     |                                  |                             |
|                                                  |            | Henry Mora Jiménez                  | 2014-2015                        | Acción Ciudadana            |
|                                                  |            | Rafael Ortiz Fábrega                | 2015-2016                        | Unidad Social Cristiana     |
|                                                  |            | Antonio Álvarez Desanti             | 2016-2017                        | Liberación Nacional         |
|                                                  |            | Gonzalo Alberto Ramírez Zamora      | 2017-2018                        | Renovación Costarricense    |
| XVIII Período                                    |            |                                     |                                  |                             |
|                                                  |            | Carolina Hidalgo Herrera            | 2018-2019                        | Acción Ciudadana            |
|                                                  |            | Carlos Ricardo Benavides Jiménez    | 2019-2020                        | Liberación Nacional         |
|                                                  |            | Eduardo Cruickshank Smith           | 2020-2021                        | Restauración Nacional       |
|                                                  |            | Silvia Vanessa Hernández Sánchez    | 2021-2022                        | Liberación Nacional         |
| XIX Período                                      |            |                                     |                                  |                             |
|                                                  |            | Rodrigo Arias Sánchez               | 2022-2026                        | Liberación Nacional         |